# ベリック・レンジャーズFC
ベリック・レンジャーズ・フットボール・クラブ (Berwick Rangers Football Club) は、イングランド、ベリック・アポン・ツイードを本拠地とするサッカークラブ。イングランド域内のクラブだが、スコットランドの国内大会に越境参加している。

## 歴史
ベリック・アポン・ツイードは、ツイード川河口に位置するイングランド最北端のマーケットタウンである。ベリックにはイングランドとスコットランドが領有を巡って争いを続けてきた歴史があり、現代においてもスコットランドへの帰属意識が非常に強い。
1884年設立のベリック・レンジャーズは、設立当初よりスコットランドリーグに参加している。1960年代から70年代後半にかけて最盛期を迎え、1967年にはスコティッシュカップでグラスゴー・レンジャーズを破り、1979年には3部リーグを優勝して2部リーグまで昇格した。長らく4部リーグ（スコティッシュ・サードディビジョン、スコティッシュ・リーグ2）を主戦場としていたが、2018-19シーズンにスコティッシュ・リーグ2で最下位となり、昇降格プレーオフに敗れてローランドリーグ（5部、地域リーグ）へ降格した。

## 獲得タイトル
- スコティッシュ・セカンドディビジョン（3部）: 1978-79
- スコティッシュ・サードディビジョン（4部）: 2006-07